# План Ігуали
План Ігуа́ли (ісп. Plan de Iguala) — політична програма-звернення генерала Аґустіна Ітурбіде до населення Нової Іспанії, проголошена 24 лютого 1821 року в місті Ігуалі на завершальному етапі мексиканської війни за незалежність.
У плані Ітурбіде багаті креоли-поміщики та бюрократія, що стояли за ним, сформулювали свою програму майбутнього Мексики, засновану на трьох принципах: «релігія, єднання і незалежність». Передбачалася незалежність Мексики від Іспанії та встановлення конституційної монархії на чолі з представником династії Бурбонів. Система державного управління мала зберегтися без змін. Офіційним віросповіданням оголошували католицизм. Зберігалися привілеї церкви. «План» гарантував уродженцям метрополії недоторканність особистості та майна і збереження раніше обійманих ними посад; водночас відкривав перед багатими креолами можливість обіймати адміністративні та інші посади в державі. 
Програма була значним кроком назад порівняно з передовими ідеями Мігеля Ідальго і Хосе Марії Морелоса. Однак установка на незалежність Мексики забезпечила «плану» підтримку народних мас.